# Rivarossa
Rivarossa település Olaszországban, Lombardia régióban, Torino megyében. Lakosainak száma 1537 fő (2023. január 1.). Rivarossa Front, Lombardore, Oglianico, Rivarolo Canavese és San Francesco al Campo községekkel határos.

## Népesség
A település népességének változása:
| Lakosok száma | 1628 | 1580 | 1537 |
|               | 2017 | 2018 | 2023 |